# Eremosparton
Eremosparton es un género de plantas con flores con cuatro especies perteneciente a la familia Fabaceae.

## Especies
- Eremosparton aphyllum
- Eremosparton flaccidim
- Eremosparton songoricum
- Eremosparton turkestanum